# Джеменя-Бретулешть
Джеменя-Бретулешть, Джеменя-Бретулешті (рум. Gemenea-Brătulești) — село у повіті Димбовіца в Румунії. Входить до складу комуни Войнешть.
Село розташоване на відстані 101 км на північний захід від Бухареста, 27 км на північний захід від Тирговіште, 141 км на північний схід від Крайови, 67 км на південний захід від Брашова.

## Населення
За даними перепису населення 2002 року у селі проживали 1193 особи, усі — румуни. Усі жителі села рідною мовою назвали румунську.